# 聖里塔 (委內瑞拉)
聖里塔（西班牙語：Santa Rita），是委內瑞拉的城鎮，位於該國西南部阿拉瓜州，是弗朗西斯科·利納雷斯·阿爾坎塔拉市的首府，始建於1997年12月16日，海拔高度435米，面積23.8平方公里，人口134,233，人口密度為每平方公里5,640人。